# سفارة الهند في تركيا
سفارة الهند في تركيا هي أرفع تمثيل دبلوماسي لدولة الهند لدى تركيا. تقع السفارة في أنقرة وهي تهدف لتعزيز المصالح الهندية في تركيا.

## وصلات خارجية
- الموقع الرسمي
- قائمة سفارات الهند
- قائمة السفارات في تركيا